# Асал (језеро)
Језеро Асал је кратерско језеро у централно-западном Џибутију. Налази се на западном крају Таџурског залива, између региона Арта и Таџура, на контакту са регијом Дикхил, у врху Велике раседне долине, 120 km западно од града Џибутија. Језеро Асал је најнижа тачка афричког копна, са 155 m испод нивоа мора. Ниже од њега на читавој планети лоцирани су само Галилејско језеро и Мртво море. Језеро нема отоке, а због високог испаравања, ниво салинитета његових вода је 10 пута већи од нивоа у мору. Према висини салинитета Асал је четврто водено тело на Земљи, иза Кара-Богаз гола, језера Ретба и Гает'але језерцета. Со у језеру се експлоатише на његовом југоисточном крају, у оквиру четири концесије додељене 2002. године . Највећи део производње (скоро 80%) држе Société d’Exploitation du Lac и Société d’Exploitation du Salt Investment S.A de Djibouti.
Језеро је заштићена зона према Националном акционом плану за Животну средину Џибутија из 2000. Међутим, закон не дефинише граничне лимите језера. Будући да је експлоатација соли из језера била неконтролисана, у Плану је наглашена потреба управљања експлоатацијом како би се избегао негативан утицај на животну средину језера. Влада Џибутија је иницирала предлог са Унеском да се зона језера Асал и вулкан Ардукоба прогласе светском баштином.